# Lusitanische Kirche von Portugal

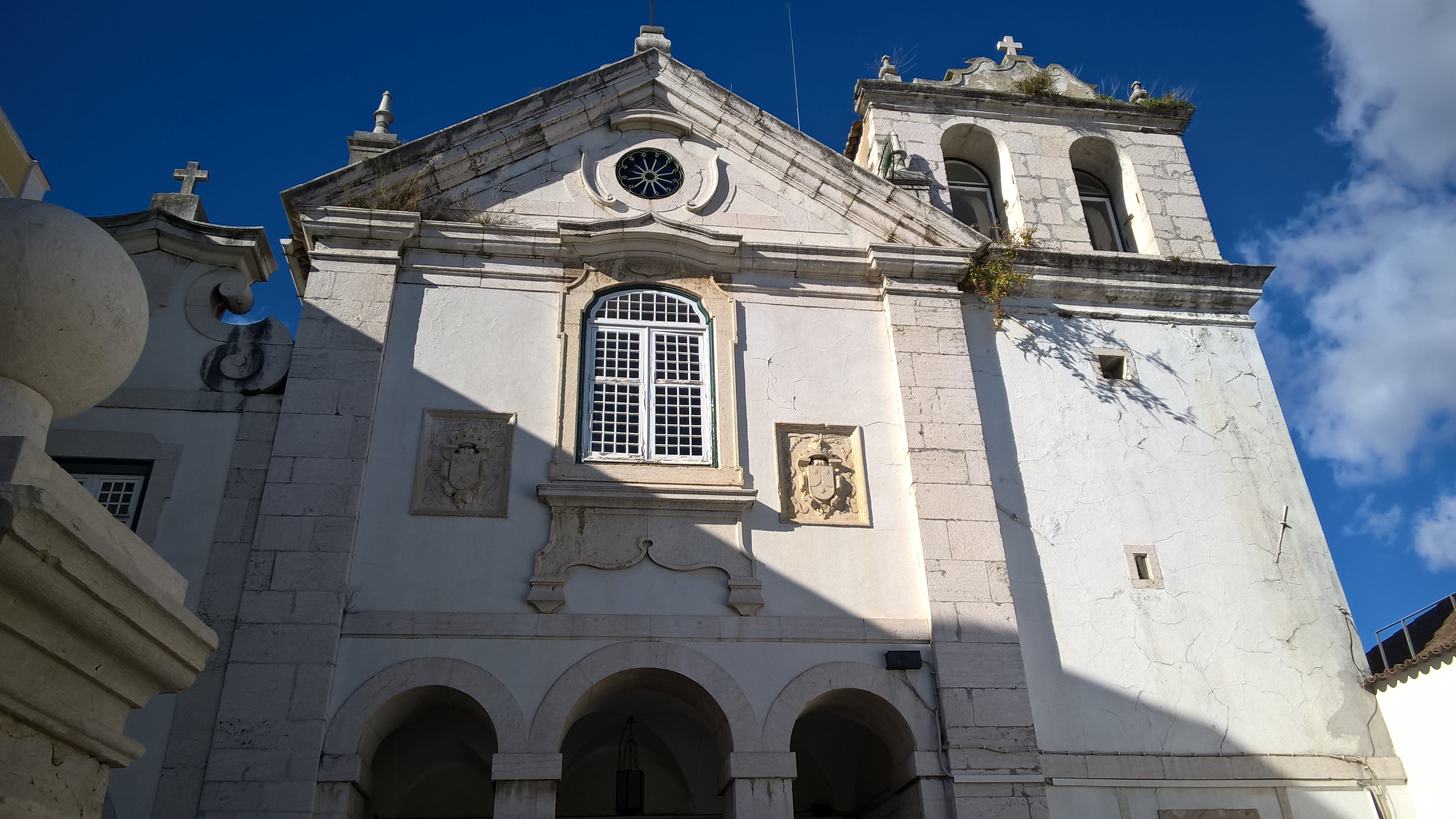
St.-Pauls-Kathedrale in Lissabon, Sitz der Lusitanischen Kirche von Portugal

Die Lusitanische Kirche von Portugal, auch Lusitanische Katholisch-Apostolische Kirche von Portugal (portugiesisch: Igreja Lusitana Católica Apostólica Evangélica) ist ein Glied der Anglikanischen Kirchengemeinschaft in Portugal. Wie die Altkatholiken in Deutschland, der Schweiz und Österreich, so spaltete sich auch in Portugal 1870 eine Gruppe römisch-katholischer Priester ab, da sie das Dogma der Unfehlbarkeit, welches auf dem 1. Vatikanischen Konzil ausgerufen wurde, ablehnten. Nur aus einer Diözese bestehend, ist die Kirche seit 1980 ein Mitglied der Anglikanischen Kirchengemeinschaft und untersteht als extraprovinzielle anglikanische Kirche dem Erzbischof von Canterbury als deren Primas.
Die Lusitanische Kirche von Portugal steht seit dem 22. September 1965 in voller Kirchengemeinschaft mit der Utrechter Union der Altkatholischen Kirchen. Des Weiteren ist die Lusitanische Kirche von Portugal Mitglied der Porvoo-Gemeinschaft, des Ökumenischen Rates der Kirchen (ÖRK) und der Konferenz Europäischer Kirchen (KEK).

## Bischöfe
- Antonio Ferreira Fiandor (1958–1962)
- Luis Rodriguez Pereira (1962–1980)
- Fernando da Luz Soares (1980–2012)
- Jorge de Pina Cabral (seit 2012)